# Anita Witzier
Anita Cornelia Witzier (Gouda, 10 november 1961) is een Nederlandse televisiepresentatrice.

## Biografie
Witzier groeide op in het dorp Groot-Ammers, waar haar vader begrafenisondernemer was. Omdat haar ouders al vijftien jaar getrouwd waren toen eindelijk hun eerste kind werd geboren, werd Anita wel het wonder van de Kerkstraat genoemd. Zij behaalde haar vwo-diploma in Gouda en studeerde daarna een jaar Engels en rechten. Vervolgens volgde zij een cursus management.
Haar carrière bij de televisie begon zij bij de omroep Veronica. Tijdens haar studietijd werkte ze op de redactie van het programma Tineke. Ze werd personeelsfunctionaris bij Veronica en in 1988 debuteerde ze op tv als omroepster. Vanaf 1989 presenteert ze vele programma's. Eerst voor Veronica en vanaf 1996 voor de KRO.
Witzier werd zes keer (2000, 2002-2006) genomineerd voor de Zilveren Televizier-ster, maar greep steeds net naast de prijs. In 2007 werd ze wederom genomineerd en deze keer won ze. In 2009 werd ze nogmaals genomineerd.
In november 2011 ontving zij een koninklijke onderscheiding: ze werd Ridder in de Orde van Oranje-Nassau. Witzier ontving de onderscheiding met name voor haar vrijwillige inzet als ambassadeur van het Reumafonds (sinds 1 juli 2018: ReumaNederland). In dat jaar werd ook de Duidelijketaalprijs aan haar toegekend.
Sinds 2001 schrijft zij columns voor het tijdschrift Margriet. Enkele van haar columns werden in 2007 gebundeld onder de titel Over leven. In 2019 bracht zij een kookboek uit getiteld Zonder fratsen.
Op 1 april 2021 was Witzier de verslaggever in The Passion 2021. In de edities van 2023, 2024 en 2025 was ze opnieuw verslaggever.

### Veronica (publieke omroep)
- Club Veronica (1989)
- Take 5 (1989) (met Marijke Benkhard, Natasja Emanuels, Laura Emmelkamp en Karin Vlasblom)
- Veronica Award (eenmalig, 1990) (met Erik de Zwart)
- Summertime (1990-1991)
- 'n Stuk of 2 (1990-1991) (met Marijke Benkhard)
- Veronica Strandrace (1991)
- Veronica Sport (1991-1992)
- Go Veronica Travel (1991)
- Vliegangst (1992)
- Veronica Goes America (1992)
- Reisgids/ Veronica's Reisgids (1992-1994) (met Menno Bentveld)
- Staatsloterijshow (1992) (met Marc Klein Essink)
- Veronica Goes Asia (1993)
- Veronica Goes Caribbean (1994)
- Love life (1994)
- Lucky lotto live (1994-1995)
- De 100.000 gulden show (1995)

### Veronica (commerciële zender)
- Veronica Goes Down Under (1995)
- Nationale Teleloterij (1995-1996)
- Niet Geschikt Voor Uitzending (1996)
- Oh, wat ben je mooi (1996)

### KRO/KRO-NCRV
- De Aso Show (1996-1998)
- Hints (1997-2003)
- Tien voor Taal (1999-2009) (1999-2008 met Marcel Vanthilt)
- Memories (1997-2017)
- De spiritualiteitstest (2002-2003)
- Helden (2002)
- Het Huwelijk (2003-2004)
- De verkiezing van de grootste Nederlander aller tijden (eenmalig, 2004) (met Fons de Poel en Frits Spits)
- Gouden Loeki 2005 (eenmalig, 2005)
- Theater van het Sentiment (2005)
- Memories: Tour d'Amour (2005-2017)
- De Nationale Opvoedtest (eenmalig, 2005) (met Sven Kockelmann)
- Boemerang (2006) (met Fons de Poel en Bas van Putten)
- Het Grootste Taboe (eenmalig, 2006) (met Sven Kockelmann en Marcel Maassen)
- Nederland Te Koop (2006-2008) (naast Yvon Jaspers, Rob Kamphues, Derk Bolt, Stefan Stasse en Karin de Groot)
- Nationale Cultuurtest (eenmalig, 2007)
- Sister Act (2008)
- De Dromendokter (2009)
- De Leukste Jaren (2010)
- Blootgewoon (2009-2010)
- Hier Slapen Jullie (2011)
- Draagmoeder Gezocht (2012)
- Recht uit het Hart (2012-2014)
- Liefde voor later (2013)
- Spitsuur: hommage aan Frits Spits (eenmalig, 2013)
- Anita wordt opgenomen (2015-2020)
- Dokters vs Internet (2016-2018)
- De Reünie (2017-2019)
- Minister van Gehandicaptenzaken (2019)
- TV-Toppers (2020)
- Nieuwe Boeren (2021)
- 100 Dingen (2021)
- Festival van de Liefde (2022)
- Anita in de Missie (2022-heden)
- 12 Straten Groen (2023)
- De Top van Onderop (2023)
- Zin in Morgen (2024)

### Overig
- Dancing with the Stars (2006), als deelnemer
- TV-moment van het Jaar (2008), als juryvoorzitter
- Ik hou van Holland (2009), als deelnemer
- Lang leve de tv! (2011), als deelnemer
- Ik hou van Holland (2012), als deelnemer
- Ik hou van Holland (2016), als deelnemer
- De Kleine Lettertjes (2017), als deelnemer
- Oh, wat een jaar! (2018), als deelnemer
- Wie is de Mol? (2020), als kandidaat
- The Passion 2021 (2021), als verslaggever
- The Masked Singer (2021), als Zwaan
- Top 2000 Quiz (2021), als deelnemer
- De Kist (2022), als gast
- Lingo vips (2023), als deelnemer
- The Passion 2023 (2023), als verslaggever
- Ambassadeur voor 1 Dag (2023), als ambassadeur
- The Passion 2024 (2024), als verslaggever
- Ik hou van Holland (2024), als deelnemer
- Onderaan de streep (2024), als teamcaptain
- The Passion 2025 (2025), als verslaggever
- Lieve Heleen (2025), als gast

## Goede doelen

### Ambassadeur Reumafonds
Witzier treedt op als ambassadeur van het Reumafonds. Zelf lijdt zij sinds 1999 aan reumatoïde artritis. Het Reumafonds heet sinds 1 juli 2018 ReumaNederland.
In de zomer van 2009 en het najaar van 2010 presenteerde ze tweemaal het programma Blootgewoon voor de KRO, waarin groepjes mensen uit de kleren gingen voor een naaktkalender. De opbrengst van de kalender werd verdeeld onder die goede doelen. Een vakjury en de kijkers kozen de meest bijzondere foto's uit voor een naaktkalender, die via de KRO-website werd verkocht.
Anita Witzier heeft ter promotie van het programma zelf naakt geposeerd. Ze werd gefotografeerd door fotografe Patrica Steur. Haar foto met de tekst ‘Met deze uiting steun ik het Reumafonds’ was eind juli en augustus 2009 door heel Nederland in abri’s en bushokjes te zien. De KRO wilde met dit programma “goede doelen onder de aandacht brengen en mensen inspireren om na te denken over zorg voor elkaar”.

### Ambassadeur Hulphond Nederland

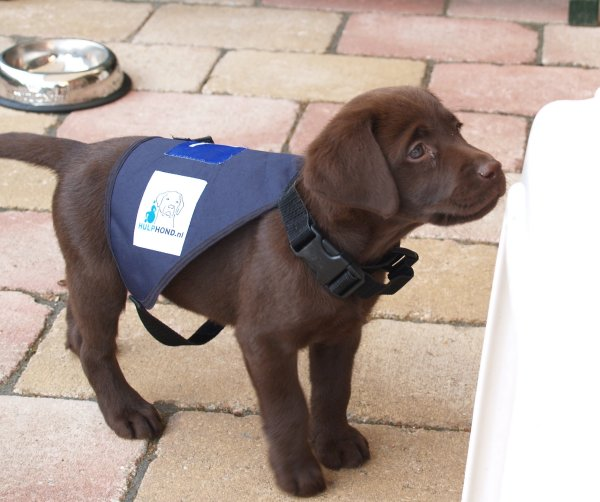
Puppy Anita, een labrador retriever, in mei 2011

Witzier is sinds april 2011 ambassadeur van de stichting Hulphond Nederland. Begin mei 2011 plaatste ze namens deze stichting op feestelijke wijze de 1300e pup in opleiding (Anita genaamd) bij een gastgezin.

### SingelSwim Utrecht
Ze zwom mee op 14 juni 2015 met de Singelswim Utrecht (samen met collega's Sofie van den Enk en Sander de Kramer) om geld op te halen voor meer onderzoek naar FSHD, gepresenteerd door KRO-NCRV en NOS.

### Nacht van de Nacht
Anita Witzier is vanaf 2016 ambassadeur van de campagne Nacht van de Nacht. Voor de campagne nam ze verschillende radio- en tv-spotjes op en riep ze iedereen op om vaker het licht uit te doen en energie te besparen.

### Stichting Lezen en Schrijven
Op 2 maart 2020 sloot Witzier sluit zich aan bij Stichting Lezen en Schrijven. Als nieuwe ambassadeur van de stichting blijft ze bijdragen aan het bekender maken van laaggeletterdheid bij het Nederlandse publiek.

## Privé
Witzier huwde in 2014. Ze is twee keer eerder getrouwd geweest en heeft een zoon en een dochter.